# Francesco Carnelutti
Francesco Carnelutti (Udine, 15 maggio 1879 – Milano, 8 marzo 1965) è stato un avvocato e giurista italiano.

## Biografia

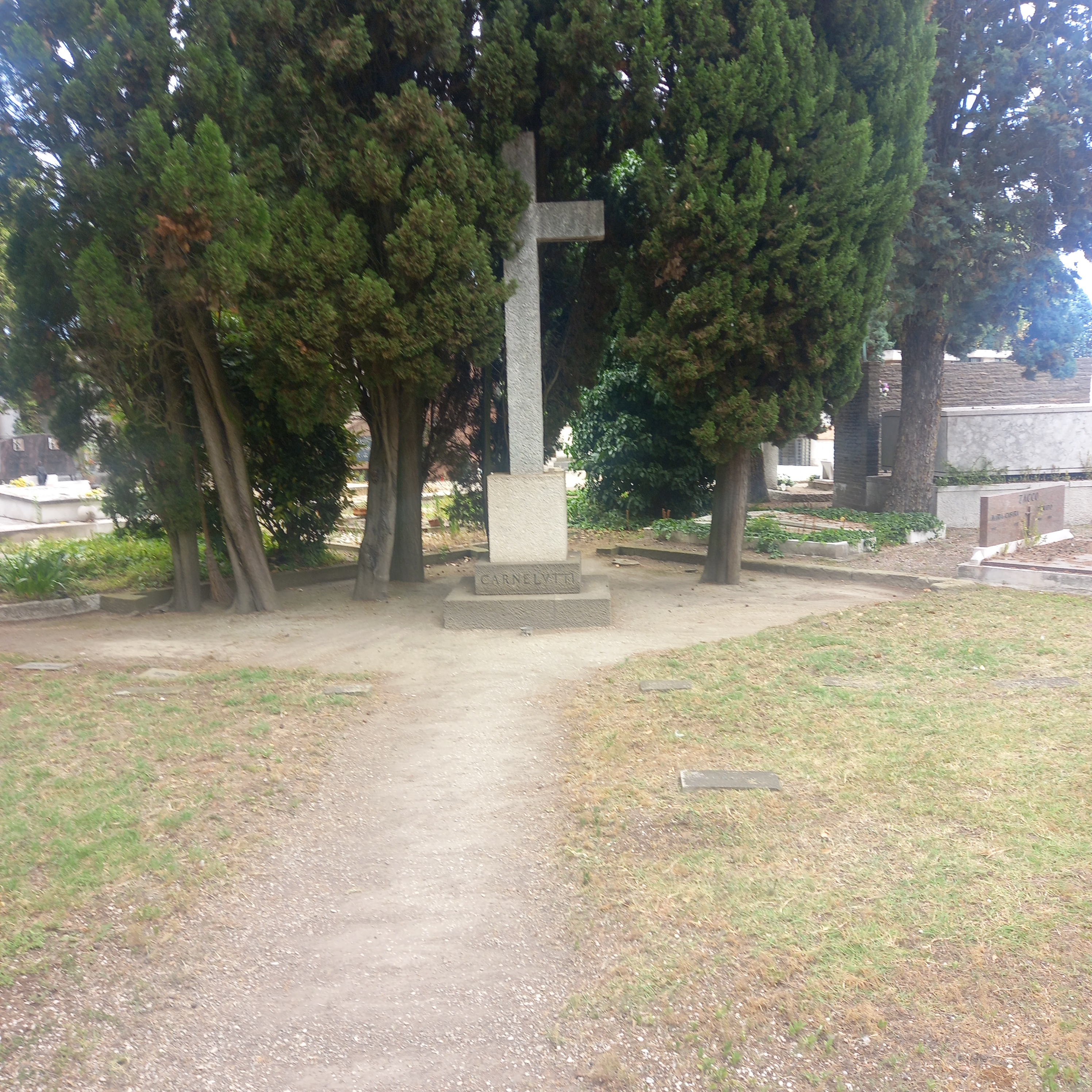
La tomba di Francesco Carnelutti nell Cimitero di San Michele (Venezia)

Francesco Carnelutti fu uno dei più eminenti avvocati e giuristi italiani. Nato a Udine nel 1879, dopo gli studi classici a Treviso,  conseguì la laurea in Giurisprudenza presso l'Università degli Studi di Padova, con una tesi di Diritto civile a soli 21 anni (1900) con  Vittorio Polacco, uno dei più grandi Avvocati civilisti dell'epoca. La sua tesi di diritto era: "Universitates facti et iuris"  rivolta alle sfumature della teoria del diritto. Divenne procuratore legale nel 1901, iniziando l'esercizio della professione a soli 22 anni. Conseguita nel 1905 la libera docenza di diritto commerciale all'Università degli Studi di Padova, successivamente insegnò diritto industriale all'Università Bocconi di Milano (1909-1912) e diritto commerciale all'Università degli Studi di Catania (1912-15). Nel 1915 vinse il concorso a ordinario di diritto processuale civile, materia che insegnò alla facoltà di giurisprudenza dell'Università degli Studi di Padova (1915-35) e alla medesima facoltà della Statale di Milano (1935-43). Dopo l'8 settembre 1943 si rifugiò in Svizzera. Rientrato in Italia dopo la Liberazione, fu chiamato alla facoltà di giurisprudenza dell'Sapienza di Roma (1947-49), dove tenne fino al collocamento fuori ruolo la cattedra di procedura penale. Nel 1924 ha fondato e diretto la Rivista di diritto processuale civile.
Prese parte ai lavori preparatori del Codice di procedura civile del 1940, influendo soprattutto nella parte relativa al processo di esecuzione, e alcuni suoi concetti in materia di prova legale furono interamente ripresi nel libro VI del codice civile del 1942. In precedenza, in qualità di membro della Commissione reale per la riforma dei codici aveva redatto un progetto di codice di procedura civile. Nel 1926 il testo fu presentato al guardasigilli Alfredo Rocco, che ne curò personalmente la revisione, tuttavia il suo successore, Pietro De Francisci, non ne volle tener conto. Né ebbe miglior sorte un progetto di codice di procedura penale da lui allestito nel 1962 su incarico del ministro della Giustizia. 
Maestro del diritto sostanziale civile e penale, fondatore del diritto del lavoro e del diritto industriale, è stato anche avvocato di fama e grande giurista. Fu il maestro, tra gli altri, di Alberto Trabucchi, Giovanni Cristofolini, Enrico Allorio e Giuseppe de Luca. È stato con Giuseppe Capograssi uno dei fondatori dell'Unione giuristi cattolici italiani. Di sentimenti monarchici, nel dopoguerra fu esponente di spicco dell'Unione Monarchica Italiana.
Fu difensore di persone illustri e in importanti processi (Fenaroli, Piero Piccioni, Julius Evola, Pier Paolo Pasolini etc). Per via delle sue parcelle, di lui si diceva: "carne per sé e lutti per gli altri."

## Pensiero giuridico
La sua ricerca ha spaziato in molteplici campi del diritto. Nel 1975, a Udine è stata fondata la Fondazione Forense Francesco Carnelutti, costituita dai Consigli degli Ordini di Udine, Trieste, Gorizia e Tolmezzo, che ha lo scopo di aiutare la crescita della cultura forense e giudiziaria e di fornire agli avvocati un servizio di aggiornamento nei diversi settori forensi e dell'attività giudiziaria.
Tra le sue idee che hanno maggiormente segnato il diritto moderno, e ricordate da generazioni di studenti fino ad oggi, sono le celebri coppie carneluttiane relative a tutte le possibili figure del rapporto giuridico, di cui si parla nella Teoria generale del diritto del 1951 (ad esempio, diritto soggettivo/obbligo; potere o diritto potestativo/soggezione; potere/dovere; facoltà/onere; facoltà/obbligo; interesse legittimo/obbligo; interesse legittimo/soggezione). Carnelutti fu il primo ad argomentare che le situazioni soggettive non vengono a formare combinazioni fisse di elementi simmetrici, perché mentre al potere (o potestà) e al diritto soggettivo corrisponderebbe sempre, dal lato passivo del rapporto, la soggezione, invece alla facoltà potrebbero corrispondere dal lato passivo ora l'obbligo ora l'onere. Dopo l'intuizione di Carnelutti, tutta la dottrina ha proseguito sulla medesima strada, aprendo il rapporto alla pluralità di correlazioni tra situazioni giuridiche.
Carnelutti fu assertore già dal 1935 della teoria della "Clinica del diritto" (suo intervento sulle pagine della "Rivista di diritto processuale civile") nel quale era presente l'aspetto di adattare il metodo della clinica medica alla struttura del diritto.

## Opere

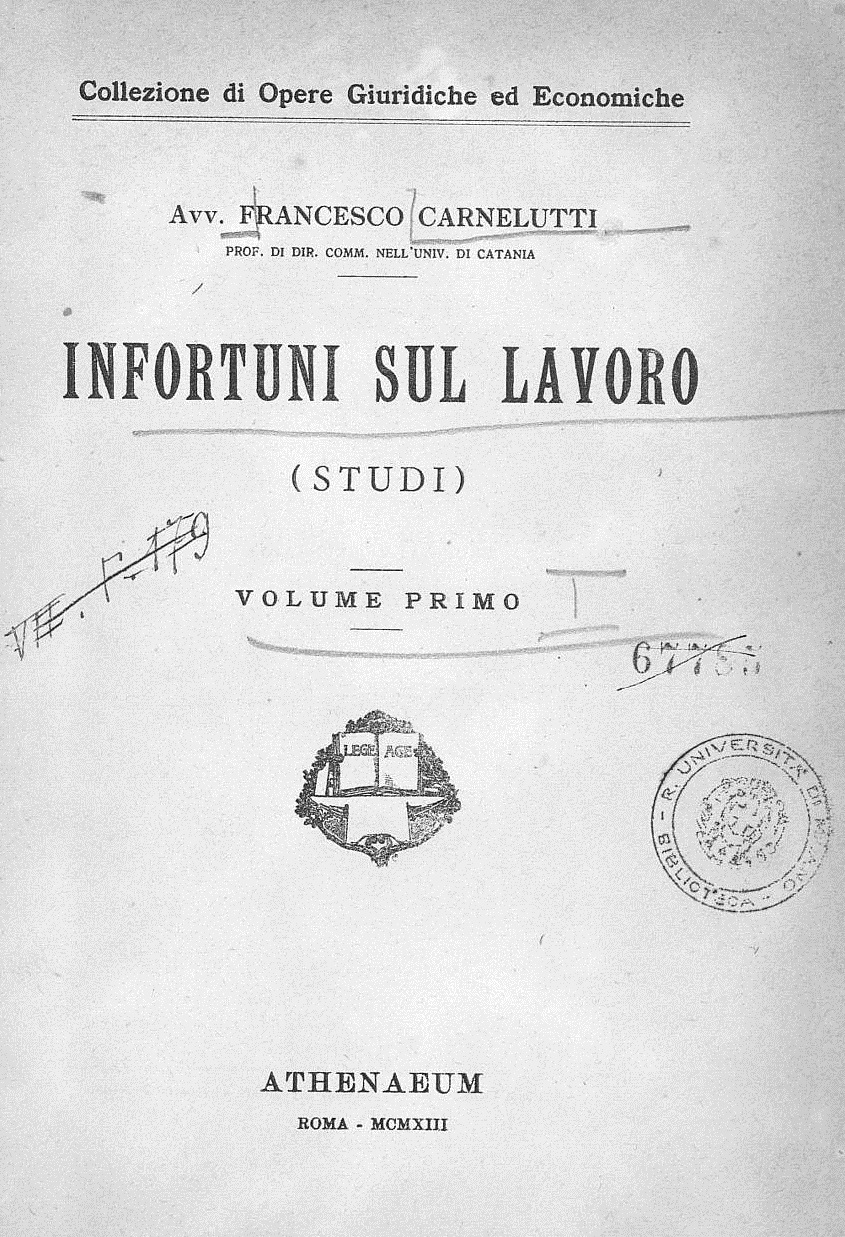
Infortuni sul lavoro, 1913

Articoli in rivista (parziali)
- Limiti del rilievo dell'error in iudicando in Corte di Cassazione, in Riv. dir. comm., 1915, I, 798;
- Poteri e doveri del giudice in tema di perizia, in Riv. dir. comm., 1916, II, 363 ss.;
- Per la riforma della legge sugli infortuni industriali, in Riv. dir. comm., 1920, I, 173 ss.;
- La sentenza condizionale, in Riv. dir. pubb., 1920, 247 ss.
- Efficacia diretta e efficacia riflessa della cosa giudicata, in Riv. dir. comm., 1922, II, 473 ss.;
- I giuristi e la filosofia, in Riv. int. fil. dir., 1923, 184 ss.;
- Prova testimoniale di fatti inverosimili in materia di commercio, in Riv. dir. comm., 1923, II, 255 ss.
- Prove civili e prove penali, in Riv. dir. proc. civ., 1925, I, 3 ss.;
- Contro la prova testimoniale, in Riv. dir. proc. civ., 1927, II, 3 ss.;
- Capo di sentenza, in Riv. dir. proc. civ., 1933, I, 117 ss.;
- La certezza del diritto, in Riv. dir. proc. civ., 1943, I, 81 ss.;
- Cenerentola, in Riv. dir. proc., I, 73 ss.;
- Retroattività penale, in Riv. dir. proc., I, 81 ss.;
- Efficacia diretta e riflessa del giudicato penale, in Riv. dir. proc., 1948, I, 1 ss.;
- Cenni sull'imputazione penale, in Riv. dir. proc., 1948, I, 203;
- Torniamo al "giudizio", in Riv. dir. proc., 1949, I, 165 ss.;
- Giuoco e processo, in Riv. dir. proc., 1951, I, 101 ss.;
- Contro il giudicato penale, in Riv. dir. proc., 1951, I, 289 ss.;
- Pena e processo, in Riv. dir. proc., 1952, I, 161 ss.;
- Cosa giudicata e reato permanente, in Riv. dir. proc., 1952, II, 185 ss.;
- La pena dell'ergastolo è costituzionale?, in Riv. dir. proc., 1956, I, 56 ss.;
- Nuove riflessioni sul giudizio giuridico, in Riv. dir. proc., 1956, I, 81 ss.;
- Il testimonio, questo sconosciuto, in Riv. dir. proc., 1957, 177 ss.;
- L'antinomia del diritto naturale, in Riv. dir. proc., 1959, 608 ss.;
- Continua la mala sorte di Cenerentola, in Riv. dir. proc., 1960, 650 ss.;
- Accertamento del reato e "favor rei", in Riv. dir. proc., 1961, 337 ss.;
- Primi problemi della riforma del processo penale, in Riv. dir. proc., 1961, 523 ss.;
- Riesame del testimonio, in Riv. dir. proc., 1957, 327 ss.;
- Verità, dubbio, certezza, in Riv. dir. proc., 1965, 4 ss.;

Opere monografiche
- Infortuni sul lavoro, Studi:
  1. vol. I, Roma, Athenaeum, 1913;
  2. vol. II, Roma, Athenaeum, 1914;
- La prova civile, Roma, Athenaeum, 1915;
- Studi di diritto industriale, Roma, Athenaeum, 1916;
- Studi di diritto civile, Roma, Athenaeum, 1916;
- Studi di diritto commerciale, Roma, Athenaeum, 1917;
- Lezioni di diritto processuale civile:
  1. vol. I, Padova, La Litotipo, 1919 (rist. 1920, 1921);
  2. vol. II, Padova, La Litotipo, 1920;
  3. vol. II, Padova, Cedam, 1921-1922 (1922);
  4. vol. III, Padova, Cedam, 1924;
  5. vol. IV - La funzione del processo di cognizione (parte III), Padova, La Litotipo, 1925;
  6. vol. V - Processo di esecuzione. Parte I, Padova, Cedam, 1929;
  7. vol. VI - Processo di esecuzione. Parte II, Padova, Cedam, 1931;
  8. vol. VII - Processo di esecuzione. Parte III, Padova, Cedam, 1931;
  9. vol. VII - Il processo esecutivo, Padova, Cedam, 1937;
- Studi di diritto processuale civile:
  1. vol. I, Padova, Cedam, 1925;
  2. vol. II, Padova, Cedam, 1928;
  3. vol. III e IV, Padova, Cedam, 1929;
  4. vol. III e IV, Padova, Cedam, 1939;
- Progetto del Codice di procedura civile - Parti I e II, Padova, Cedam, 1926;
- Teoria del regolamento collettivo dei rapporti di lavoro, Padova, Cedam, 1927;
- Il danno e il reato, Padova, Cedam, 1929;
- Il diritto corporativo nel sistema del diritto pubblico italiano, Città di Castello, 1930;
- Teoria generale del reato, Padova, Cedam, 1933-XI;
- Teoria giuridica della circolazione, Padova, Cedam (già Litotipo), 1933-XI;
- Lezioni di diritto industriale, Padova, Cedam, 1933;
- Teoria del falso, Padova, Cedam, 1935;
- Sistema del diritto processuale civile:
  1. vol. I - Funzione e composizione del processo, Padova, Cedam, 1936;
  2. vol. II, Padova, Cedam, 1938;
  3. vol. III - Teoria del procedimento di cognizione, Padova, Cedam, 1939;
- Teoria cambiaria, Padova, Cedam, 1937;
- Discorsi intorno al diritto, Padova, Cedam, 1937;
  1. vol. II, Padova, Cedam, 1953;
  2. vol. III, Padova, Cedam, 1961;
- Metodologia del diritto, Padova, Cedam, 1939;
- Teoria generale del diritto, Roma, Soc. ed. Foro Italiano, 1940;
  1. II ed., "interamente nuova", Roma, Soc. ed. Foro Italiano, 1946;
  2. III ed., "emendata ed ampliata", Roma, Soc. ed. Foro Italiano, 1951;
- Istituzioni del nuovo processo civile italiano, Roma, Soc. ed. Foro Italiano, 1941 (I e II ed);
  1. III ed., in due volumi, Roma, Soc. ed. Foro Italiano, 1943;
  2. V ed., Soc. ed. Foro Italiano, 1956;
  3. V ed., rist., Soc. ed. Foro Italiano, 1957;
- Lezioni di diritto penale:
  1. vol. I, Milano, Giuffrè, 1943
- Introduzione allo studio del diritto, Roma, Soc. ed. Foro It., 1943
- Il problema della Pena, Roma, Tumminelli, 1945;
- La guerre et la paix, Roma, Azienda editrice libraria, 1945;
- Lezioni sul processo penale:
  1. vol. I e II, Roma, Soc. ed. dell'Ateneo, 1946;
  2. vol. III, Roma, Soc. ed. dell'Ateneo, 1947;
  3. vol. IV, Roma, Soc. ed. dell'Ateneo, 1949;
- Arte del diritto, Padova, Cedam, 1949;
- I valori giuridici del messaggio cristiano, Padova, Cedam, 1950;
- Questioni sul processo penale, Bologna, Zuffi, 1950;
- I giuristi cattolici e la Comunità internazionale, Roma, 1953;
- Il fine del diritto, Firenze, 1955;
- Interpretazione di Capograssi, Firenze, 1956;
- Diritto e processo, Napoli, Morano, 1958;
- Principi del processo penale, Napoli, Morano, 1960;

Saggi non giuridici
1. Interpretazione del Padre nostro. Il poema di Gesù, 1941
2. La strada, 1941[7]
3. Meditazioni, Tumminelli, 1942
4. Mio Fratello Daniele, 1943
5. La strada, 1943
6. La storia e la fiaba, 1945
7. Dialoghi con Francesco, 1947
8. America, 1950
9. L'editore, 1952
10. Un uomo in prigione, 1953
11. Come nasce il diritto, ERI, 1954
12. Il canto del grillo, 1956
13. Come nasce il Diritto, ERI, 1963
14. Come si fa un processo, ERI, 1964